# 属格
属格（拉丁語：casus genitivus；缩写： GEN），亦称所有格、领格、生格，德语和俄语语法称之为第二格，是指名词的语法上的格。属格表示一个名词的所属，例如一个名词提及的对象拥有其它的一些属性。有格范畴的语言一般都有属格，例如：拉丁语、希腊语、德语、俄语、芬兰语、梵语、蒙古语、藏语等等。
在克丘亚语中，由在词尾加上词缀p或pa来表示属格，比如Inti(太阳)的属格就是Intip(太阳的)。
在天文学上，知道星座拉丁文名字的属格形式是重要的，因为在命名恒星的时候都会用到它们。在拜耳命名法中，我们会以一颗星所处星座名称的属格再加上一希腊字母来为它命名。例如，双子座的拉丁名Gemini的属格形式是Geminorum，那么按照命名法，双子座中最亮的星北河二（Castor）又叫做αGeminorum。参看恒星命名法。

## 外部連結
- 德语属格 （页面存档备份，存于） 介绍了德语属格的课程
- Russian genitive: ,  （页面存档备份，存于）,
- 阿拉伯语属格 （页面存档备份，存于）

1. ↑  . www.zgbk.com. 2023-11-07.